# Indianapolis Kautskys 1945-1946
La stagione 1945-46 degli Indianapolis Kautskys fu la 5ª nella NBL per la franchigia.
Gli Indianapolis Kautskys arrivarono quarti nella Western Division con un record di 10-22, non qualificandosi per i play-off.

## Roster
| N° | Naz.                   | Ruolo | Sportivo          | Anno | Alt. | Peso |
| -- | ---------------------- | ----- | ----------------- | ---- | ---- | ---- |
|    | Stati Uniti (bandiera) | G     | Jerry Steiner     | 1918 | 170  | 73   |
|    | Stati Uniti (bandiera) | AC    | Arnie Risen       | 1924 | 206  | 91   |
|    | Stati Uniti (bandiera) | AC    | Bob Gerber        | 1916 | 193  | 98   |
|    | Stati Uniti (bandiera) | GA    | Woody Norris      | 1919 | 185  | 77   |
|    | Stati Uniti (bandiera) | GA    | Roy Hurley        | 1922 | 188  | 77   |
|    | Stati Uniti (bandiera) | GA    | Bob Dietz         | 1917 | 185  | 74   |
|    | Stati Uniti (bandiera) | GA    | Nat Hickey        | 1902 | 180  | 82   |
|    | Stati Uniti (bandiera) | AC    | George Fields     | 1921 | 180  | 77   |
|    | Stati Uniti (bandiera) | GA    | Ernie Andres      | 1918 | 185  | 91   |
|    | Stati Uniti (bandiera) | C     | Jake Weber        | 1918 | 198  | 102  |
|    | Stati Uniti (bandiera) | G     | Lloyd Baker       | 1919 |      |      |
|    | Stati Uniti (bandiera) | AC    | John Styler       | 1916 | 198  | 102  |
|    | Stati Uniti (bandiera) | G     | Oren Nichols      | 1918 | 191  | 84   |
|    | Stati Uniti (bandiera) | A     | Wilbur Schumacher | 1920 |      |      |
|    | Stati Uniti (bandiera) | GA    | Jewell Young      | 1913 | 183  | 73   |
|    | Stati Uniti (bandiera) | G     | George Rung       | 1916 | 183  | 84   |
|    | Stati Uniti (bandiera) | AC    | Jim Birr          | 1916 | 191  | 98   |
|    | Stati Uniti (bandiera) | AC    | Bob Brown         | 1921 | 201  |      |
|    | Stati Uniti (bandiera) | G     | Dave Strack       | 1923 | 180  |      |
|    | Stati Uniti (bandiera) | GA    | Chips Sobek       | 1920 | 183  | 82   |
|    | Stati Uniti (bandiera) | AC    | Rusty Saunders    | 1906 | 188  | 93   |
|    | Stati Uniti (bandiera) | A     | Chet Francis      | 1918 | 188  | 82   |
|    | Stati Uniti (bandiera) | G     | Eddie Sadowski    | 1915 | 178  | 79   |
|    | Stati Uniti (bandiera) | GA    | Ken Gunning       | 1914 | 180  |      |

## Staff tecnico
- Allenatore: Nat Hickey